# Helena Jankowska
Helena Jankowska (ur. 1890, zm. 1915) – polska aktorka teatralna.

## Życiorys
Urodziła się w rodzinie inteligenckiej. Jej rodzicami byli Jan i Kazimiera z d. Adamkiewicz. Miała czworo rodzeństwa: trzy siostry i brata, Jerzego (1887–1941) – poetę. Jedna z sióstr – Janina była znaną propagatorką sztuki ludowej.
Zadebiutowała na scenie mając 16 lat. Była pierwszą żoną sławnego aktora teatralnego i filmowego – Kazimierza Junoszy-Stępowskiego. Małżeństwo trwało bardzo krótko. Zmarła bowiem nagle na zawał serca w wieku 25. lat.

## Teatr
Występowała w kilku miastach Polski z objazdowymi grupami teatralnymi i w teatrach stałoobsadowych.
- 1906 – zespół Wandy Siemaszkowej w Wilnie
- 1909 (lato) – zespół Karola Hoffmana w Druskiennikach
- 1910/1911 (sezon) – Teatr Polski w Poznaniu
- 1911 (lato) – zespół udziałowy we Włocławku
- 1912 (lato) – Polski Teatr w Wilnie